# Claude Starck
Claude Starck (* 24. Oktober 1928 in Strassburg; † 24. März 2025 in Zürich) war ein Schweizer Cellist.

## Leben
Claude Starck wurde geprägt durch den Einstieg in die Musik, die ihm sein Vater, der Organist Walther Starck, in den ersten Unterrichtsjahren vermittelte. Er begann mit vier Jahren Cello zu spielen. Die Methode der musikalischen Früherziehung seines Vaters, im Buch Musique d’abord dargelegt, basiert auf dem Prinzip des Musizierens nach dem Gehör.
1943 gewann Starck den Cellowettbewerb in Baden-Elsass. Er studierte am Conservatoire de Paris bei Paul Bazelaire, Pierre Fournier und Paul Tortelier, wo er 1951 den 1. Preis gewann. 1957 folgte die Medaille am Concours de Genève.
Er wurde zuerst Solocellist der Festival Strings Lucerne, dann war er von 1960 bis 1993 1. Solocellist des Zürcher Tonhalle-Orchesters sowie bis 1976 Mitglied des Tonhalle-Quartetts. Nebst seiner regen Konzerttätigkeit führte er in seinem Professorat an der Musikhochschule Zürich zwischen 1963 und 1996 rund 100 Studenten in der Konzertausbildungsklasse zum Lehr- oder Konzertdiplom.
Claude Starck wirkte bei über 20 Schallplattenaufnahmen mit. Als er sich für eine Aufnahme sämtlicher Cellosonaten von Antonio Vivaldi vorbereitete, bemühte er sich in Italien um die Originale dieser Werke. Es kamen drei bisher unentdeckte Sonaten zum Vorschein, die er dann in der Aufnahme von Tudor Records erstmals aufzeichnete und herausgab. 
Claude Starck war verheiratet mit Therese Starck (geb. Kaempf) und hat zwei Söhne, Christophe und Dominique Starck. Christophe Starck führte den Musikunterricht nach der Methode des Grossvaters über 20 Jahre lang weiter.
Nach seiner Pensionierung vom Tonhalle Orchester 1993 konzertierte Claude Starck weiterhin unter anderen in der Formation Barockcello und Gitarre mit seinem Sohn Dominique Starck. Mehrere Jahre engagierte er sich unter Anderen in der Jury des Musikwettbewerbes in Gstaad und als Künstlerischer Leiter des Nagold Festival im Schwarzwald. 

## Diskografie (Auswahl)
- Antonio Vivaldi: Sämtliche Sonaten für Violoncello und Basso continuo. (mit Isolde Ahlgrimm). 2 LPs. Tudor, Zürich 1975.
- Barocksonaten (mit Dominique Starck, Gitarre), DNDS 1031.
- Camille Saint-Saëns: Konzert Nr. 1 a-moll / Sonate Nr. 1 c-moll. Claves, Thun 1976.
- Johann Sebastian Bach: Die 3 Sonaten für Violoncello und obligates Cembalo. (mit Jörg Ewald Dähler). Claves, Thun 1976.
- Joseph Haydn: Drei Trios. (mit Jörg Ewald Dähler und Peter-Lukas Graf). Claves, Thun 1976.
- Frédéric Chopin / Edvard Grieg: Sonate op. 65 in g-moll / Sonate op. 36 in a-moll. (mit Ricardo Requejo). Claves, Thun 1977.
- Carl Stamitz: Cellokonzerte. (Dirigent: Paul Angerer). Claves, Thun 1981.
- Ernst von Dohnányi: Sonate b-Moll, op. 8. (mit Eke Méndez). Jecklin, Zürich 1982.
- Felix Mendelssohn Bartholdy: Die Werke für Violoncello und Klavier. (mit Christoph Eschenbach). Claves, Thun 1986.